# Världsbokdagen
Världsbokdagen är en temadag instiftad av Unesco 1995 för att uppmärksamma boken och upphovsrätten. Temadagen infaller 23 april varje år.
Idén kommer ursprungligen från en valenciansk författare Vicente Clavel Andrés som en väg att fira Miguel de Cervantes, vars dödsdag troddes vara den 23 april, liksom William Shakespeares, fast med olika kalendrar. Den 23 april är en minnesdag för många fler författare. Vid Unescos beslut fanns även med minnesdagen för Garcilaso de la Vega.
I Katalonien (i Spanien) har man sedan 1900-talets början firat skyddshelgonet Sankt Görans dag den 23 april, genom att ge en bok i gåva till dem man tycker om och få en ros tillbaka. Med inspiration från denna tradition föreslog International Publishers Association en internationell dag, och Spanien lämnade förslaget till Unesco.
För att undvika kollision med påskhelgen, firades världsbokdagen år 2000 och 2011 i Sverige den 13 april i stället.